# Muralla de Medina de Rioseco
La muralla de Medina de Rioseco, correspondiente al siglo XIII, está situada en dicho municipio vallisoletano (Castilla y León, España).

## Historia
La muralla comenzó a construirse en el siglo XIII. Durante la Guerra de las Comunidades, que discurriera en 1520, Medina de Rioseco jugó un papel relevante, dado que el cardenal Adriano, regidor del reino en ausencia del emperador Carlos, se refugió entre sus muros, huyendo de las tropas comuneras.

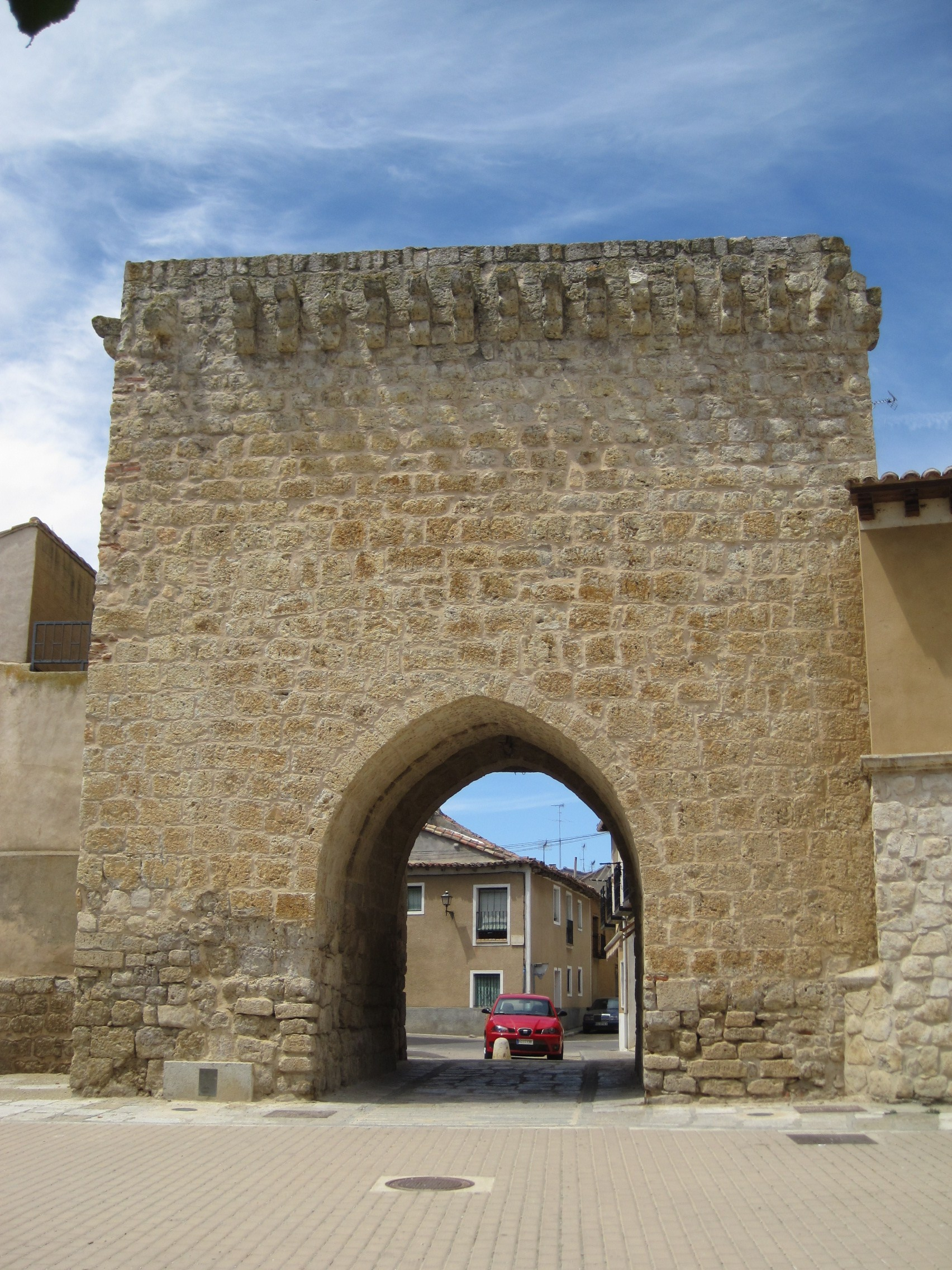
Puerta de Ajújar.

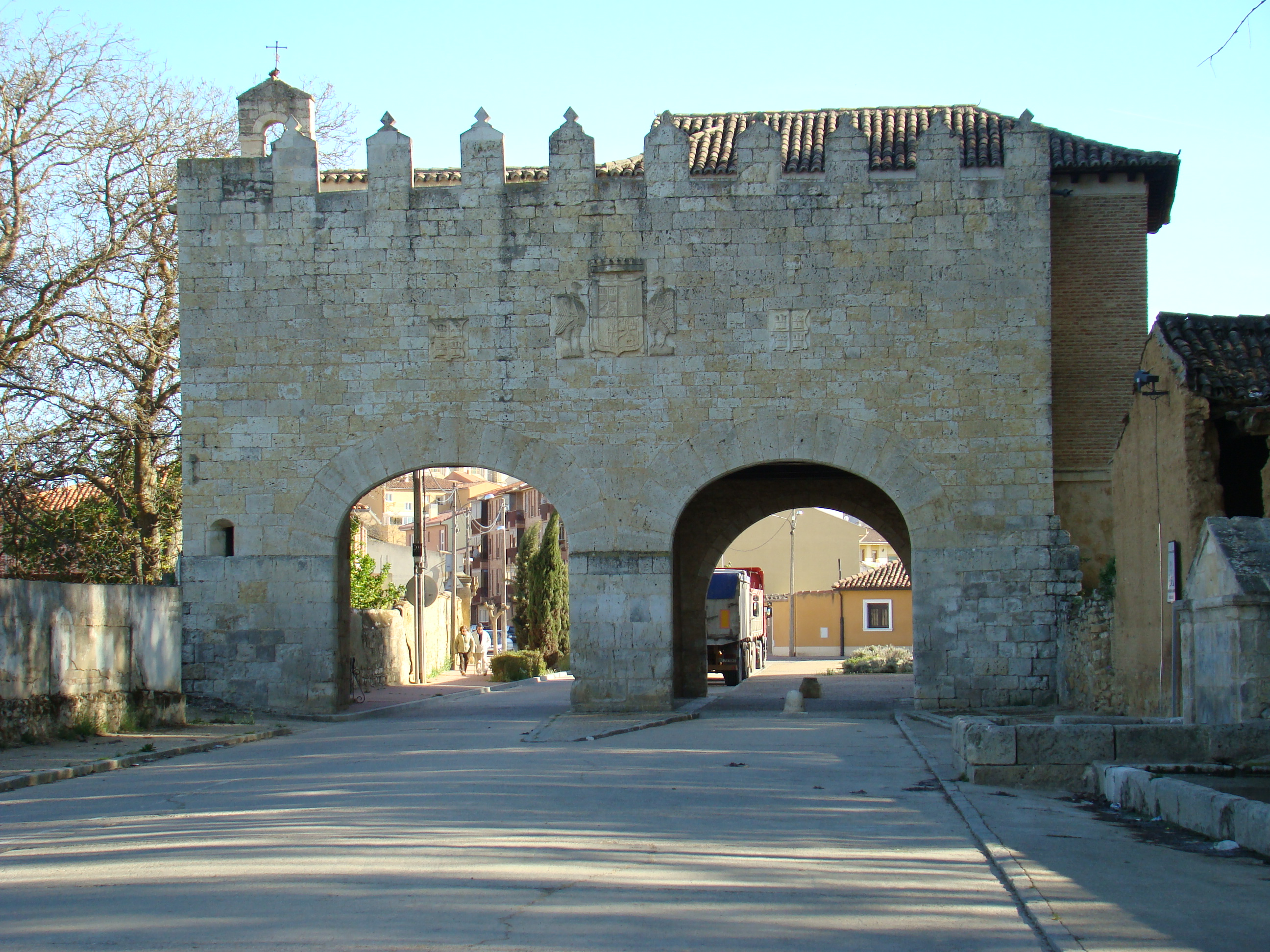
Puerta de San Sebastián.

## Puertas
La muralla medieval de la ciudad, conservada en algunos tramos, pero oculta por las viviendas, contaba con un total de ocho puertas, de las que hoy sólo se conservan tres:

### Puerta de Ajújar
Es la más antigua que se conserva de la muralla original. Si bien fue construida en el siglo XIII, por sus características responde a una tipología de arquitectura militar más propia del siglo XIV.

### Puerta de San Sebastián
No formaba parte de la muralla medieval, es una obra del siglo XVI. Por los problemas de estrechez que se generaban en la Puerta de San Miguel, que impedía el creciente tráfico de mercancías en la zona, se mandó derribar esta última y construir la nueva puerta de San Sebastián en un lugar más alejado del centro de la ciudad.

### Puerta de Zamora
En el camino que conduce a Toro, es una reconstrucción del siglo XVI, de planta cuadrada. Sobre cuatro arcos de medio punto se levanta un pequeño cuerpo en forma de torre.

## Galería

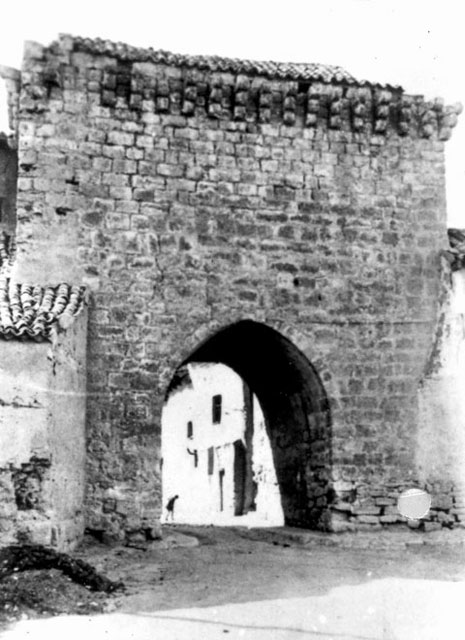
Arco de Ajújar
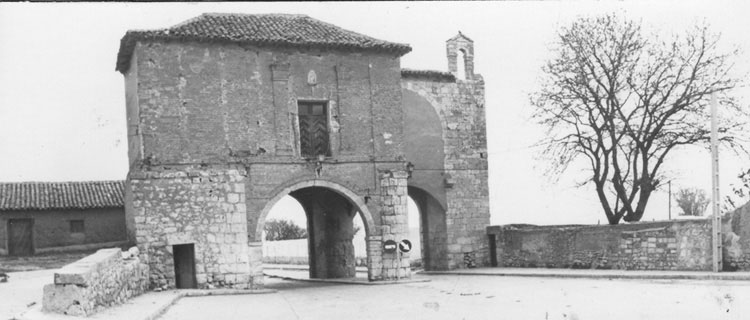
Puerta de San Sebastián
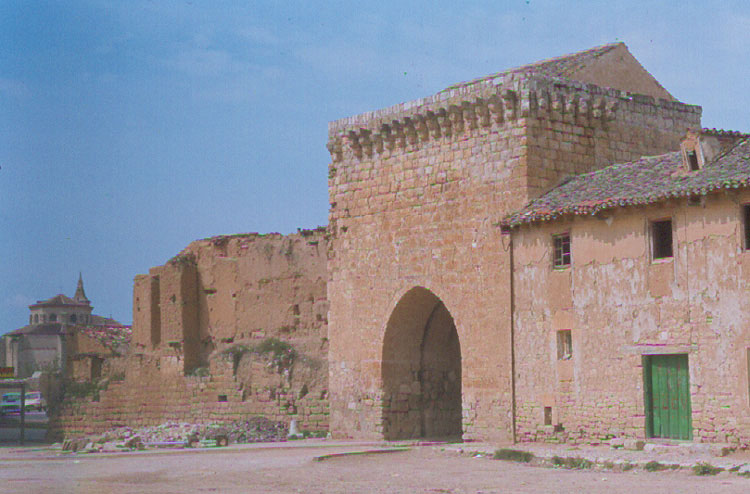
Arco de Ajújar
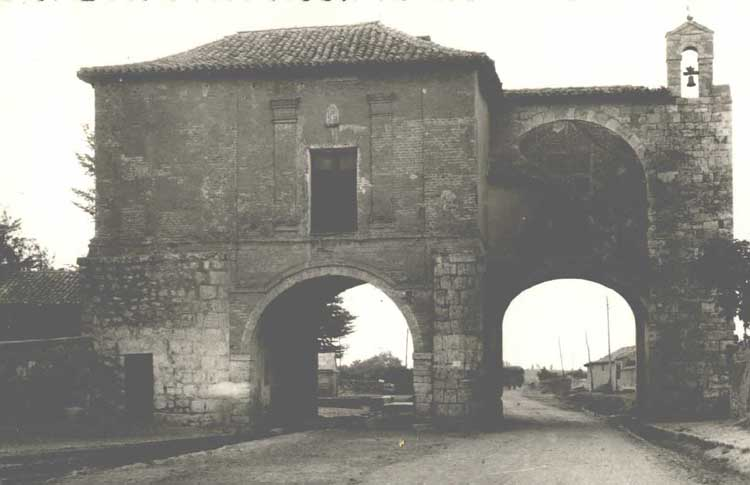
Puerta de San Sebastián
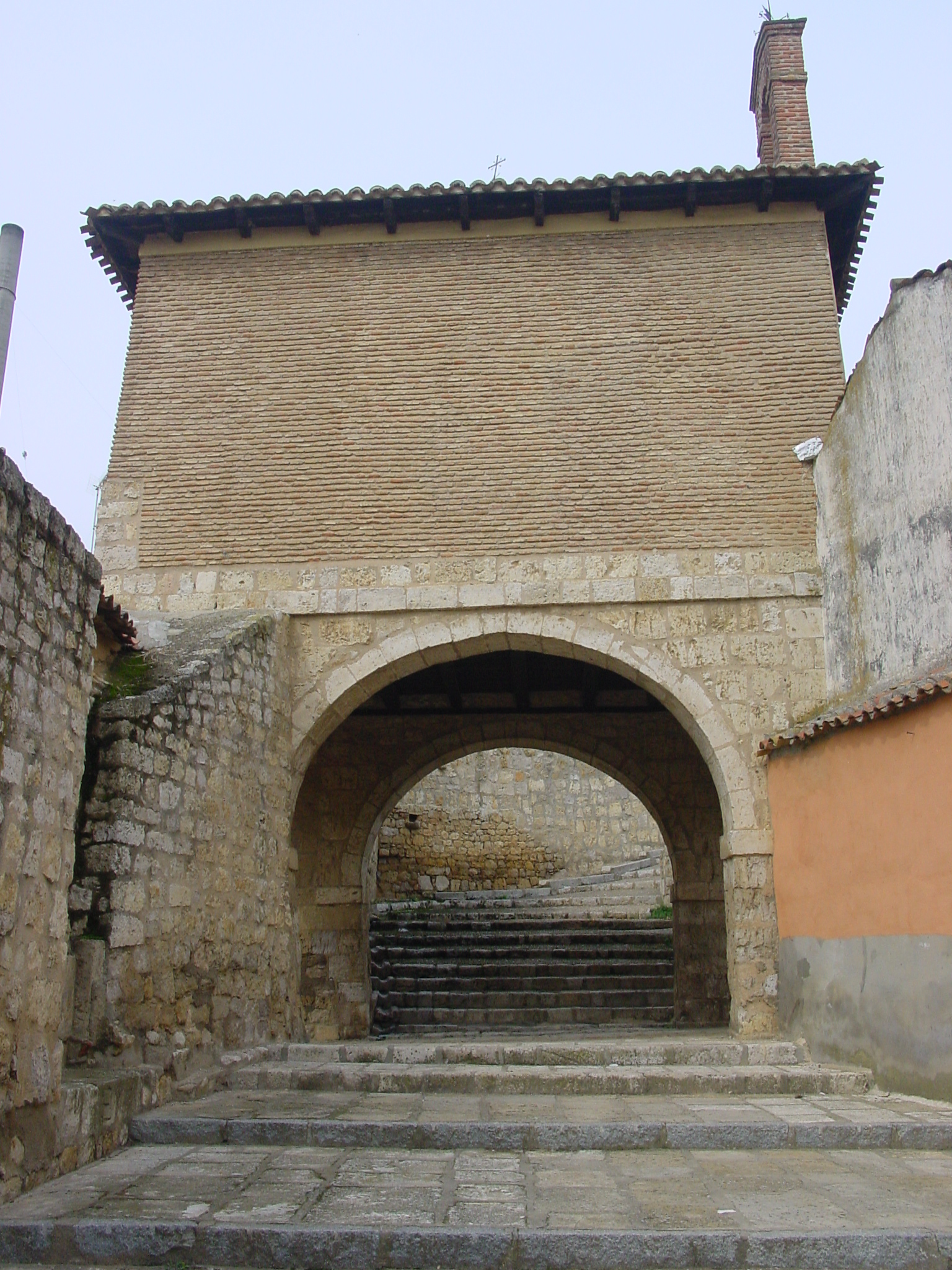
Puerta de Zamora